# 古市家住宅

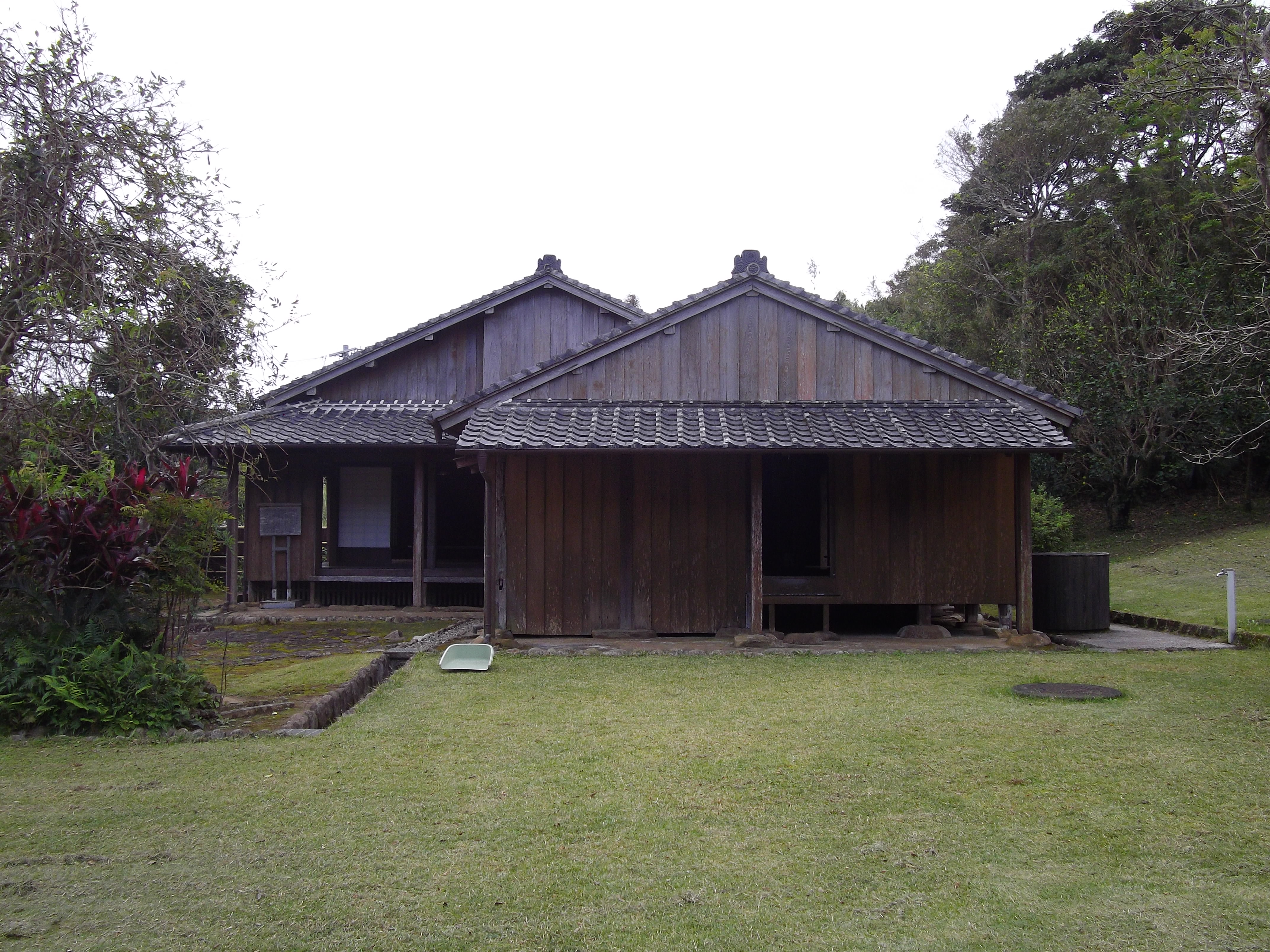
北側から見た外観。右は台所部、左奥は座敷部。

古市家住宅（ふるいちけじゅうたく）は鹿児島県熊毛郡中種子町坂井にある江戸時代の民家。国の重要文化財。
1846年（弘化4年）に古市源助が建てた木造瓦葺き平屋建てである。古市家は河内国古市（現・羽曳野市古市）の出身で種子島氏の元で代々庄屋を務めた家柄であった。
種子島には現存する古民家が少なく、この古市家住宅が現存最古であったため1994年（平成6年）7月12日に国の重要文化財に指定された。老朽化が進んでいたことと近年まで住居として利用されていたため重文指定後に補強と原状回復工事が行われている。

## 文化財
以下の物件が国の重要文化財に指定されている。
古市家住宅
- 主屋 - 桁行6.7m、梁間11.1m、正面入母屋造、背面切妻造。北面突出部桁行7.9m、梁間6.0m、入母屋造、桟瓦葺。
- 土地 - 2454.89平方メートル（石垣、井戸を含む）

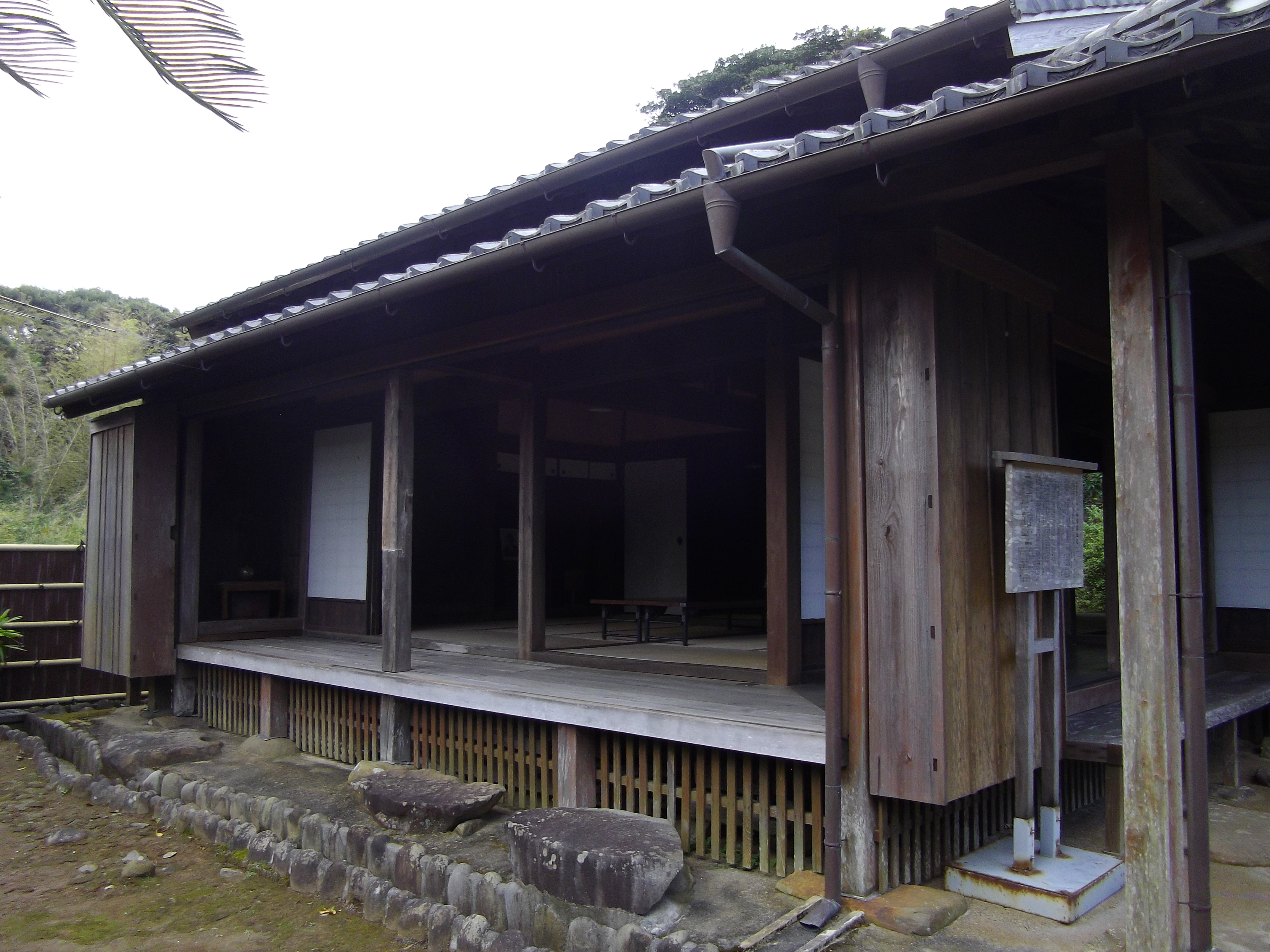
座敷部（東から見る）
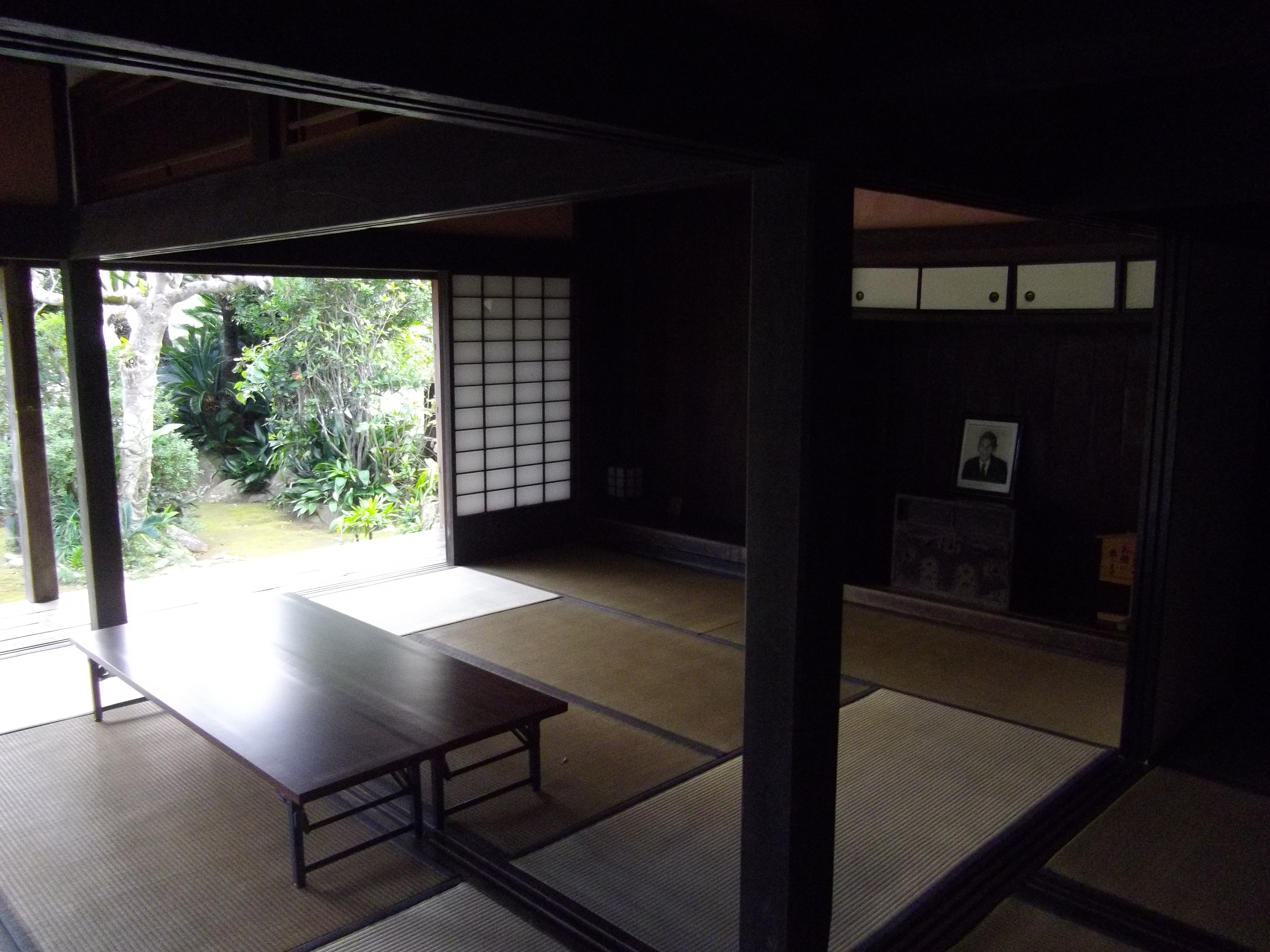
座敷部上手の「カミノザ」